# Лоце
Лоце (У Непалу службено ल्होत्से, у Кини службено Lhozê; Тибетански: lho rtse; Кинески: 洛子峰, Пињин: Luòzǐ Fēng) је планина на граници Непала и Кине. Са 8516 м, четврти је највиши планински врх на свету иза Монт Евереста, К2 и Канченџунге.

## Опис
Састоји се од три врха те је директно повезана с Монт Еверестом преко високог гребена Саут Кол. Два нижа врха називају се Лоце Миг (8414 м) и Лоце Шар (8383 м). У индијској картографији Лоце је назван ознаком Е1, због мањка службених имена на тибетанском и непалском језику. Августа 1921., Хауард Бурy, након што је пронашао локално име за планину предложио је назив Лоце, што се са тибетанског преводи као "јужни врх", јер се налази јужно од Монт Евереста.

## Успони
Први покушај успона извела је међународна експедиција 1955., док су први успешан успон постигли Фриц Лушингер и Ернест Рајс 18. маја 1956., као чланови швајцарске експедиције предвођене Албертом Еглером. 1965. јапанска експедиција покушава успон на Лоце Шар, али одустаје на 8100 м. На тај врх успешно се пењу 1979. Аустријанци Зеп Мајерл и Ролф Валтер. 1986. врх осваја Рејнолд Меснер, док је 1996. Чантал Мејдит прва жена на врху Лоцеа. 2001. Лотсе Миг осваја руска експедиција. 1989. na Лоцеу погинуо је чувени пољски алпиниста Јерзy Кукушка.